# Фуллертон, Джорджиана
Леди Джорджиана Фуллертон (англ. Georgiana Fullerton; урожденная Левесон-Гоуэр (англ. Leveson-Gower); 23 сентября 1812, Тиксолл-Холл, Стаффордшир — 19 января 1885, Дорсет) — английская писательница-романистка, филантроп, биограф и основательница школы; одна из выдающихся английских римско-католических романистов, писавших в XIX веке. Использовала псевдоним «Lady G. Fullerton».

## Биография
Джорджиана Левесон-Гоуэр родилась 23 сентября 1812 года в родительском торхаусе Тиксолл-Холл в английском графстве Стаффордшир. Она была второй дочерью лорда Гренвиля Левезон-Гауэра, 1-го графа Гранвилля и леди Гарриеты Елизаветы Левесон-Гоуэр  (урождённой Кавендиш; англ. Cavendish). Она была крещена в англиканскую веру 10 октября 1812 года в родном доме.
В юные годы она много времени провела в городе Париже, где её отец служил английским послом. Находясь там, ей довелось брать уроки игры на фортепиано у молодого Ференца Листа.
Во французской столице Джорджиана Левесон-Гоуэр нашла свою любовь и 13 июля 1833 года вышла замуж за атташе французского посольства Александра Джорджа Фуллертона. Супруги уехали из Парижа восемь лет спустя, когда её отец уволился из посольства. Несколько лет они жили в Риме, где её муж обратился в католицизм; жена пошла по его стопам и была принята в Римско-католическую церковь в Страстное воскресенье 29 марта 1846 года в Лондоне. Вскоре у них родился сын.
В Лондоне она подружилась с Маргарет Рэдклифф Ливингстон Эйр и Сесиль Четвинд Керр, маркизой Лотиан, которые, как и она, были аристократками недавно обратившиеся в католицизм. Все трое были известны своей благотворительностью.
В 1855 году ее единственный сын умер в возрасте 21 года, что погрузило супругов в постоянный траур. После потери единственного сына она полностью посвятила себя благотворительности. В 1856 году она приняла францисканство, записавшись в Третий орден Святого Франциска. 
Резиденция Фуллертонов в Сассексе стала центром её благотворительной деятельности, в том числе ее усилий по приезду сестёр святого Викентия де Поля в Англию. В 1872 году она участвовала в основании школы Фрэнсис Маргарет Тейлор и религиозной общины «Бедные служители Воплощенной Божией Матери».
Три года спустя она в последний раз переехала со своим мужем и восемью слугами в Борнмут, в их дом под названием Эрфилд, Гервис-роуд, где она и умерла 19 января 1885 года. Её останки находятся на кладбище Святого Сердца в Рохамптоне. После её смерти мадам Огастес Крейвен (урожденная Ла Ферронэ) опубликовала работу под названием «Леди Джорджиана Фуллертон»  (англ.  Lady Georgiana Fullerton, sa Vie et ses Œuvres), в которой описывается благотворительная деятельность леди Фуллертон.
Голубая табличка в память о благотворительной деятельности Джорджианы Фуллертон находится в церкви Святого Сердца в Борнмуте.

## Литературная деятельность
Джорджиана Фуллертон впервые заявила о себе на литературном поприще романом «Ellen Middleton» (Лондон, 1844); за ним последовал «Grantley Manor» (Лондон, 1847). Уже в этих первых опытах сказывается изобразительный талант автора, смелость и оригинальность в разрешении разных общественных, главным образом, религиозных вопросов. 
После перехода в католичество; в 1852 году выпустила в Лондоне роман «Lady Bird», где излагаются её споры на религиозные темы, и с тех пор посвятила свои силы пропаганде католических идей. Один за другим появлялись ее идейные романы: «Life of St. Francis of Rome» (Лондон, 1855); «The countess of Bonneval» (1858); «Rose Leblancs» (1861); «Laurentia, a tale of Japan» (1861); «Too strange not to bet true» (1864). 

К числу лучших произведений Фуллертон «ЭСБЕ» относит исторические романы: «Constance Sherwood» (Лондон, 1865) и «A stormy life» (Лондон, 1867). После них появились романы с католической тенденцией: «Helpers of the holy souls» (Лондон, 1868); «Mrs. Geralds niece» (Лондон, 1869); «Life of Louisa de Carvajal» (Лондон, 1873); «A will and a way» (Лондон, 1881); «Life of Elizabeth Lady Falkland 1585—1639» (Лондон, 1883).